# ヴィルヘルム・ヒス (1863年生)
ヴィルヘルム・ヒス（Wilhelm His、1863年12月29日 - 1934年11月10日）は、スイス生まれの循環器学者、解剖学者。同名のヴィルヘルム・ヒスの息子。  
1893年、ヒス束を発見した。ヒス束は、心筋の収縮を同期させる一助になる心臓内の特殊な心筋細胞が集まったものである。後にベルリン大学の医学教授として、「心拍は心筋の個々の細胞に由来する」ことを最初に認識した1人であった。
ヴェルナー・ヒス病（トレンチ熱）はこの人物にちなむ。ヒス角（噴門切痕）とも）は、1906年にダニエル・ジョン・カニンガムによりヒスにちなんで命名された。

## 研究
- Die Front der Ärzte . Velhagen & Klasing, Bielefeld [u.a.] 1931 Digital edition by the University and State Library Düsseldorf